# Anton von Salm-Reifferscheidt

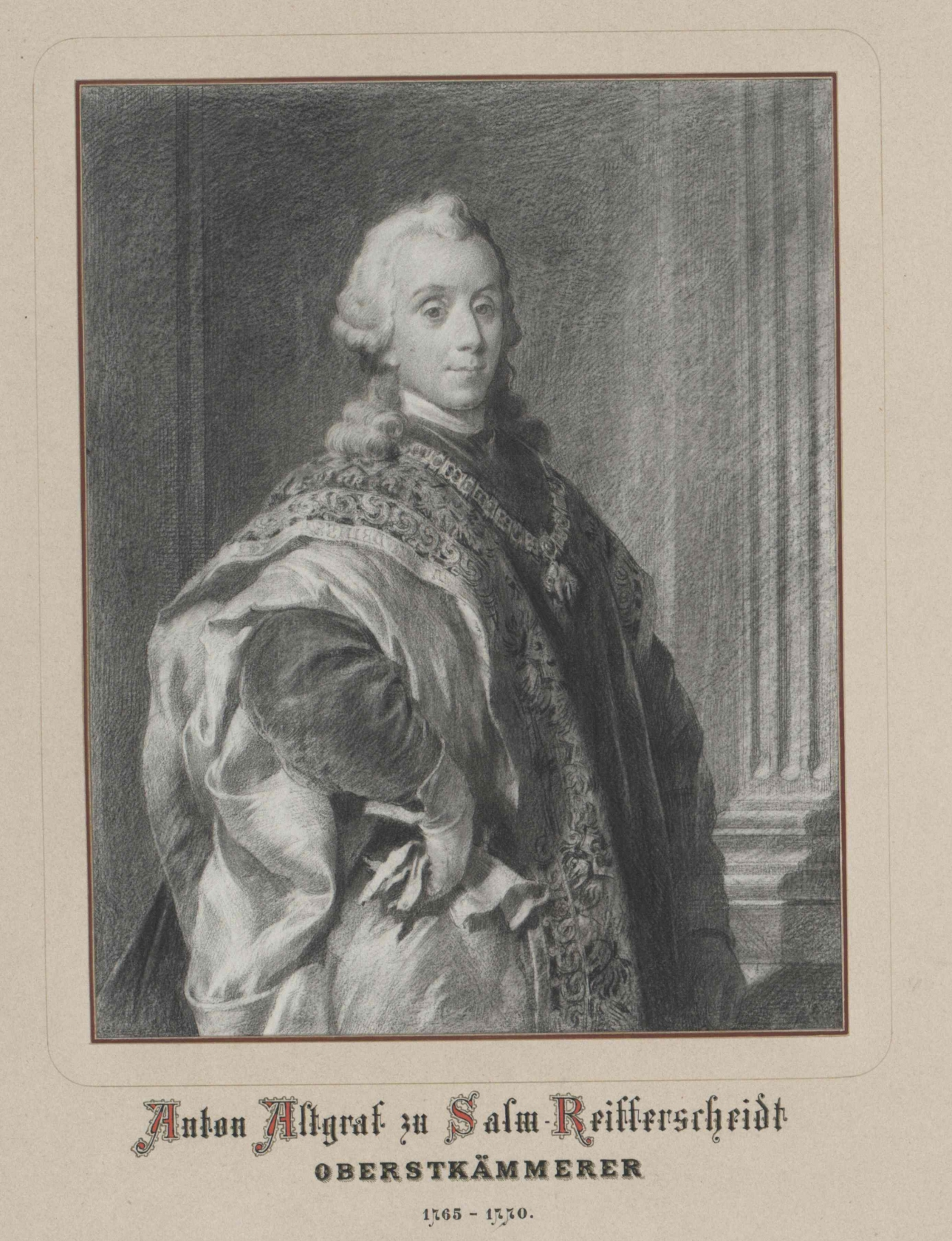
Anton von Salm-Reifferscheidt (1720–1769)

Altgraf Anton Joseph Franz von Salm-Reifferscheidt (* 6. Februar 1720; † 5. April 1769 in Brüssel) war der Erzieher des späteren Kaisers Joseph sowie Träger des Ordens vom goldenen Vließ.

## Herkunft
Seine Eltern waren  der Altgraf Franz Wilhelm von Salm-Reifferscheidt (* 14. August 1672; † 4. Juni 1734) und dessen zweite Ehefrau der Fürsten Maria Karolina von Liechtenstein (* 1694; † 16. Juli 1735), Tochter von Fürst Anton Florian zu Liechtenstein.

## Leben
Der Altgraf erhielt eine sorgfältige Erziehung, welche Kaiserin Maria Theresia dazu bewog ihn zum Ajo ihres Sohnes Joseph zu berufen. Er erwarb sich das Vertrauen des Kaiserhauses und blieb 19 Jahre in diese Stellung. Bezeichnend ist, dass sehr wenig über seine Arbeit dort bekannt wurde. Er wurde aber mehrfach ausgezeichnet, so wurde er mit der Magnatenwürde des Königreichs Ungarn ausgezeichnet. Außerdem wurde er Oberstkämmerer des Kaisers Joseph und 1765 Ritter des goldenen Vließes (Nr. 775). Ferner wurde er 1760 beauftragt die Braut für Joseph II. abzuholen.
Salm hatte im Jahre 1743 durch seine Heirat einen Teil der Herrschaft Raitz erhalten.
Nach dem Tod von Salm erhielt die Witwe ab dem 1. Mai 1769 eine jährliche Pension von 2000 Gulden. Aber 1781 erfolgte eine Revision und die Pension wurde auf 666 Gulden 40 Kreuzer herabgesetzt. Noch am 6. März 1798 wurde die Pension ausgezahlt.

## Familie
Salm heiratete Gräfin Maria Raphaele von Rogendorf (* 25. Mai 1726; † 4. September 1807), die Tochter des Grafen Karl Ludwig von Rogendorf. Das Paar hatte mehrere Kinder:
- Joseph Wenzel, (1744–1745)
- Anton (1748–1760)
- Franz Xaver (* 1. Februar 1749; † 19. April 1822), Kardinal
- Karl Boromaeus Joseph Franz de Paula Joachim Richard (* 3. April 1750; † 16. Juni 1838), seit 1790 Fürst zu Salm-Reifferscheidt-Raitz,

⚭ 1775 Prinzessin Marie Franziska von Auersperg (* 11. Dezember 1752; † 13. September 1791)
⚭ 1792 Gräfin Antonie von Paar (* 5. Dezember 1768; † 25. Oktober 1838)
- Johannes Nepomucenus (1751–1751)
- Maria Josepha (1746–1755)
- Maria Anna (1752–1789)
- Leopoldine (1753–1754)
- Antonia (1756–1758)
- Maria Theresia Josephina Joachima Anna Erasma Walburga (* 21. August 1757; † 22. April 1830)

⚭ 1778 Graf Johann Friedrich von Kageneck (* 17. April 1741; † 4. März 1800), Diplomat
⚭ 3. Mai 1807 Comte Auguste de Buissy